# Gustaw Macewicz

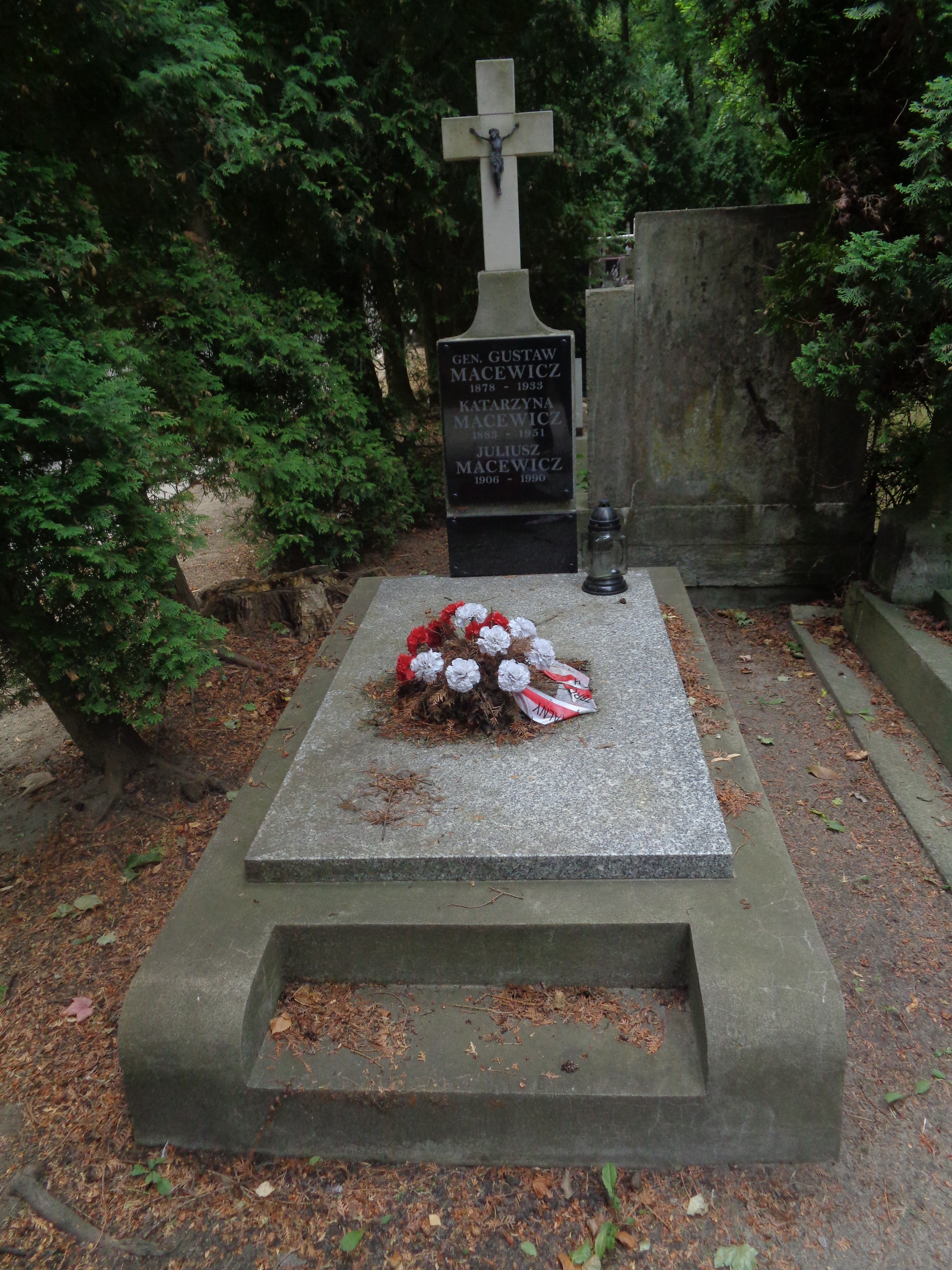
Grób gen. Gustawa Macewicza (1878-1933) na Wojskowych Powązkach w Warszawie

Gustaw Juliusz Ksawery Macewicz (ur. 3 września 1878 w majątku Prussy, zm. 1 lutego 1933 w Warszawie) – pułkownik awiacji Armii Imperium Rosyjskiego i generał brygady Wojska Polskiego.

## Życiorys
Gustaw Juliusz Ksawery Macewicz urodził się 3 września 1878 w majątku Prussy, w powiecie czerkaskim, w ówczesnej guberni kijowskiej. Był synem Gustawa Macewicza i Kazimiery z Cywińskich. Po ukończeniu 7 klas szkoły realnej Pankiewicza w Warszawie wstąpił do Oficerskiej Szkoły Kawalerii w Jelizawetgradzie. Od 1900 oficer zawodowy armii rosyjskiej, służył do 1911 w stopniu korneta w 9 pułku kirasjerów w Białej Cerkwi. W 1911 skończył pierwszy kurs pilotażu wojskowego w Rosji. Ukończył szkołę pilotów w Sewastopolu. Początkowo dowodził 7 eskadrą lotniczą, później objął dowództwo 9 dywizjonu lotniczego w Ossowcu. Po wybuchu I wojny światowej objął stanowisko inspektora wojsk lotniczych w sztabie Rosyjskiego Frontu Zachodniego. W 1916 uległ ciężkiemu wypadkowi lotniczemu, w wyniku którego zapadł na ciężką chorobę płuc.
Będąc w stopniu podpułkownika wstąpił w 1917 do I Korpusu Polskiego. W październiku 1918 przyjechał do Polski i wstąpił do Wojska Polskiego. 22 stycznia 1919 został mianowany inspektorem wojsk lotniczych formacji wielkopolskich (dowódcą lotnictwa byłego zaboru pruskiego) z kwaterą w Poznaniu.
23 maja 1919 został oficjalnie przyjęty przez Komisariat Naczelnej Rady Ludowej do Sił Zbrojnych Polskich w byłym zaborze pruskim, w stopniu pułkownika ze starszeństwem z dniem 1 lipca 1914. 23 czerwca 1919 Komisariat Naczelnej Rady Ludowej nadał mu starszeństwo w posiadanej szarży pułkownika wojsk lotniczych od dnia 1 stycznia 1913, a dwa dni później, na wniosek głównodowodzącego generała piechoty Józefa Dowbor-Muśnickiego, mianował generałem podporucznikiem w wojskach lotniczych.
Od 25 września 1919 roku Naczelny Wódz Wojsk Polskich przyjął go formalnie do Wojska Polskiego i mianował Inspektorem Wojsk Lotniczych. Między innymi, połączył on formacje lotnicze powstałe w centralnej Polsce z lotnictwem wielkopolskim i przybyłym z Francji lotnictwem Armii Hallera. 7 marca 1920 został dowódcą polskiego lotnictwa wojskowego - szefem Departamentu Żeglugi Powietrznej Ministerstwa Spraw Wojskowych. Doprowadził do wzmocnienia lotnictwa polskiego do 20 eskadr (wiosna 1920).
29 maja 1920 Naczelny Wódz zatwierdził go w stopniu pułkownika Wojsk Lotniczych ze starszeństwem z dniem 1 kwietnia 1920, a 4 czerwca 1920 Minister Spraw Wojskowych, generał porucznik Józef Leśniewski zezwolił mu korzystać z tytułu generała podporucznika.
Ze stanowiska szefa departamentu został odwołany 20 stycznia 1923, na skutek choroby. W połowie 1923 był pod pseudonimem Generał Owirelli jednym z przywódców Zakonu Polskich Faszystów. Począwszy od 30 września 1925 został przeniesiony w stan spoczynku. Był inicjatorem budowy Pomnika Ku Czci Poległych Lotników oraz brał udział w działalności charytatywnej dla lotników inwalidów oraz rodzin poległych lotników.
Za wielkie zasługi, jakie położył na polu organizacji lotnictwa jako pierwszy Inspektor Lotnictwa i Szef Departamentu III Żeglugi Napowietrznej MSWojsk. został odznaczony Krzyżem Komandorskim Orderu Odrodzenia Polski.
Został pochowany na cmentarzu Wojskowym na Powązkach (kwatera A18-1-1).

## Awanse
w Armii Imperium Rosyjskiego
- podporucznik - 1900
- porucznik - 1904
- podrotmistrz - 1908
- rotmistrz - 1916
- podpułkownik - 1917

w Siłach Zbrojnych Polskich w byłym zaborze pruskim
- pułkownik - 23 maja 1919 ze starszeństwem z 1 stycznia 1913
- generał podporucznik - 23 czerwca 1919

w Wojsku Polskim
- pułkownik - zatwierdzony 29 maja 1920 ze starszeństwem z dniem 1 kwietnia 1920
- tytularny generał podporucznik - 4 czerwca 1920
- generał brygady - zweryfikowany 3 maja 1922 ze starszeństwem z dniem 1 czerwca 1919 w korpusie generałów

## Ordery i odznaczenia
- Krzyż Komandorski Orderu Odrodzenia Polski (2 maja 1923)[9][10]
- Krzyż Oficerski Legii Honorowej
- Order św. Anny z Mieczami kl. 2
- Order św. Stanisława z Mieczami kl. 2
- Order św. Anny kl. 3
- Order św. Stanisława kl. 3
- Order św. Włodzimierza kl. 4
- Order św. Anny kl. 4